# Франсуа Грендель
Франсуа Грендель (фр. François Grendel) — французький біохімік першої половини XX століття, найбільш відомий своєю спільною працею з нідерландським педіатром та вченим Евертом Гортером у галузі досліджень клітинних мембран.

## Наукова діяльність
У 1925 році Франсуа Грендель у співпраці з Евертом Гортером опублікував знакову наукову статтю у Journal of Experimental Medicine, в якій вперше було запропоновано ідею, що клітинні мембрани складаються з подвійного шару ліпідів. Їхній експеримент складався з вилучення ліпідів із еритроцитів і порівняння площі моношару цих ліпідів з поверхнею еритроцитів. Результати дали співвідношення близьке до 2:1, що підтверджувало гіпотезу про бімолекулярну ліпідну мембрану.
Попри методологічні похибки, які були виявлені пізніше (неврахування нерозчинності деяких ліпідів в ацетоні та неправильна оцінка площі еритроцитів), робота Гортер—Грендель вважається історичною віхою в розвитку біомембранології.

## Визнання
Робота Гортер—Грендель справила значний вплив на розвиток біохімії, цитології та біофізики. Її вважають однією з основоположних у вивченні структури біологічних мембран, поряд із відкриттям подвійної спіралі ДНК.